# Шизе
Шизе (фр. Chizé) насеље је и општина у западној Француској у региону Поату-Шарант, у департману Де Севр која припада префектури Ниор.
По подацима из 2011. године у општини је живело 906 становника, а густина насељености је износила 38,55 становника/km². Општина се простире на површини од 23,5 km². Налази се на средњој надморској висини од 50 метара (максималној 105 m, а минималној 37 m).

## Демографија
| 1962. | 1968. | 1975. | 1982. | 1990. | 1999. | 2011. |
| ----- | ----- | ----- | ----- | ----- | ----- | ----- |
| 710   | 781   | 768   | 871   | 878   | 879   | 906   |

График промене броја становника у току последњих година